# Geiselbacher Forst
Geiselbacher Forst – dawny obszar wolny administracyjnie (gemeindefreies Gebiet) w Niemczech w kraju związkowym Bawaria, w rejencji Dolna Frankonia, w regionie Bayerischer Untermain, w powiecie Aschaffenburg. Teren był niezamieszkany. 1 stycznia 2015 teren obszaru został włączony do dwóch gmin: Westerngrund (0,23 km²) oraz Geiselbach (4 km²).